# French Stewart
Milton French-Stewart (Albuquerque, 20 febbraio 1964) è un attore e comico statunitense.

## Filmografia parziale

### Cinema
- Stargate, regia di Roland Emmerich (1994)
- The Poison Tasters, regia di Ulrik Theer (1995)
- Ultimo appello (Glory Daze), regia di Rich Wilkes (1995)
- L'isola magica (Magic Island), regia di Sam Irvin (1995)
- La mia flotta privata (McHale's Navy), regia di Bryan Spicer (1997)
- Love Stinks, regia di Jeff Franklin (1999)
- Clockstoppers, regia di Jonathan Frakes (2002)
- Inspector Gadget 2, regia di Alex Zamm (2003)
- My Name Is..., regia di Don Handfield - cortometraggio (2005)
- If I Had Known I Was a Genius, regia di Dominique Wirtschafter (2007)
- Identikit di un delitto (The Flock), regia di Andrew Lau (2007)
- Diamond Dog - Un tesoro di cane (Dog Gone), regia di Mark Stouffer (2008)
- Surveillance, regia di Jennifer Lynch (2008)
- Give 'em Hell Malone, regia di Russell Mulcahy (2009)
- Opposite Day, regia di R. Michael Givens (2009)
- Convincing Clooney, regia di Alexander Cartio (2011)
- Beverly Hills Chihuahua 2, regia di Alex Zamm (2011)
- Rain from Stars, regia di Stephen Wallis (2013)
- 30 notti di attività paranormale con l'altra faccia del diavolo dentro la ragazza con il drago tatuato (30 Nights of Paranormal Activity with the Devil Inside the Girl with the Dragon Tattoo), regia di Craig Moss (2013)
- Queen Bees, regia di Michael Lembeck (2021)

### Televisione
- The New WKRP in Cincinnati – serie TV, 22 episodi (1992-1993)
- Seinfeld – serie TV, episodio 5x21 (1994)
- Una famiglia del terzo tipo (3rd Rock from the Sun) – serie TV, 139 episodi (1996-2001)
- Cinderelmo, regia di Bruce Leddy – film TV (1999)
- Streghe (Charmed) – serie TV, episodio 2x22 (2000)
- That '70s Show – serie TV, episodio 4x04-4x05 (2001)
- Mamma, ho allagato la casa (Home Alone 4), regia di Ron Daniel – film TV (2002)
- Ally McBeal – serie TV, episodio 5x09 (2002)
- Becker – serie TV, episodio 5x07 (2002)
- The Drew Carey Show – serie TV, episodio 9x10 (2004)
- Wedding Daze, regia di Georg Stanford Brown – film TV (2004)
- The New Partridge Family, regia di Alan Myerson – film TV (2005)
- Perfetti... ma non troppo (Less Than Perfect) – serie TV, episodi 2x02-2x20-3x12 (2003-2005)
- Misconceptions – serie TV, 7 episodi (2006)
- Pepper Dennis – serie TV, episodio 1x03 (2006)
- Bones – serie TV, episodio 2x13 (2007)
- The Closer – serie TV, episodi 3x05-3x14-3x15 (2007)
- Subs, regia di Jason Priestley – film TV (2007)
- Pandemic - Il virus della marea (Pandemic), regia di Armand Mastroianni – film TV (2007)
- Two Dreadful Children, regia di Mike Kim – film TV (2007)
- Happy Campers, regia di Gil Junger – film TV (2008)
- Cavemen – serie TV, episodio 1x09 (2008)
- Pushing Daisies – serie TV, episodio 2x01 (2008)
- Imagination Movers – serie TV, episodio 2x21 (2009)
- Castle – serie TV, episodio 2x20 (2010)
- The Horrible Terrible Misadventures of David Atkins – serie TV, 5 episodi (2010)
- Zeke e Luther (Zeke and Luther) – serie TV, episodio 2x10 (2010)
- Private Practice – serie TV, episodio 4x01 (2010)
- Il tempo della nostra vita (Days of Our Lives) – serie TV, episodi 1x11426-11428 (2010)
- SGU Stargate Universe – serie TV, episodio 2x13 (2011)
- Criminal Minds: Suspect Behavior – serie TV, episodio 1x13 (2011)
- Community – serie TV, episodio 3x12 (2012)
- Psych – serie TV, episodio 6x14 (2012)
- The Birthday Boys – serie TV, episodio 1x02 (2013)
- Mom – serie TV, 37 episodi (2013-2020)
- Secrets and Lies – serie TV, 4 episodi (2015-2016)
- 2 Broke Girls – serie TV, episodio 6x07 (2016)
- The Middle – serie TV, 5 episodi (2013-2017)
- NCIS - Unità anticrimine (NCIS) – serie TV, episodi 14x17-15x15 (2017-2018)
- Deadly Class – serie TV, 2 episodi (2019)
- Will Trent – serie TV, episodi 1x09-1x10-1x11 (2023)

### Doppiatore
- Bartok il magnifico (Bartok the Magnificent), regia di Don Bluth e Gary Goldman (1999)
- Hercules – serie animata (1998-1999)

## Doppiatori italiani
Nelle versioni in italiano delle opere in cui ha recitato, French Stewart è stato doppiato da:
- Marco Mete in Beverly Hills Chihuahua 2, Private Practice, Psych
- Paolo Marchese in The Closer, Castle
- Andrea Lavagnino in Surveillance, Pandemic - Il virus della marea
- Lucio Saccone in Stargate
- Francesco Pannofino in Clockstoppers
- Daniele Formica in Inspector Gadget 2
- Natale Ciravolo in Ally McBeal
- Saverio Indrio in CSI - Scena del crimine
- Vittorio Guerrieri in Identikit di un delitto
- Marco Guadagno in Mamma ho allagato la casa
- Loris Loddi ne Una famiglia del terzo tipo
- Edoardo Siravo in Criminal Minds: Suspect Behavior
- Riccardo Rovatti in Community
- Pierluigi Astore in K.C. Agente Segreto
- Teo Bellia in Mom
- Stefano Benassi in Secret and Lies
- Massimo Rossi in NCIS - Unità anticrimine
- Antonio Sanna in Deadly Class
- Walter Rivetti in Queen Bees
- Antonio Palumbo in Will Trent

Da doppiatore è sostituito da: 
- Nanni Baldini in Hercules
- Marco Mete in God, the Devil and Bob